# Thyranthrene obliquizona
Thyranthrene obliquizona is een vlinder uit de familie van de wespvlinders (Sesiidae), onderfamilie Sesiinae.
De wetenschappelijke naam van de soort is voor het eerst geldig gepubliceerd door George Francis Hampson in 1910.
De soort komt voor in het Afrotropisch gebied.